# Rolandshof

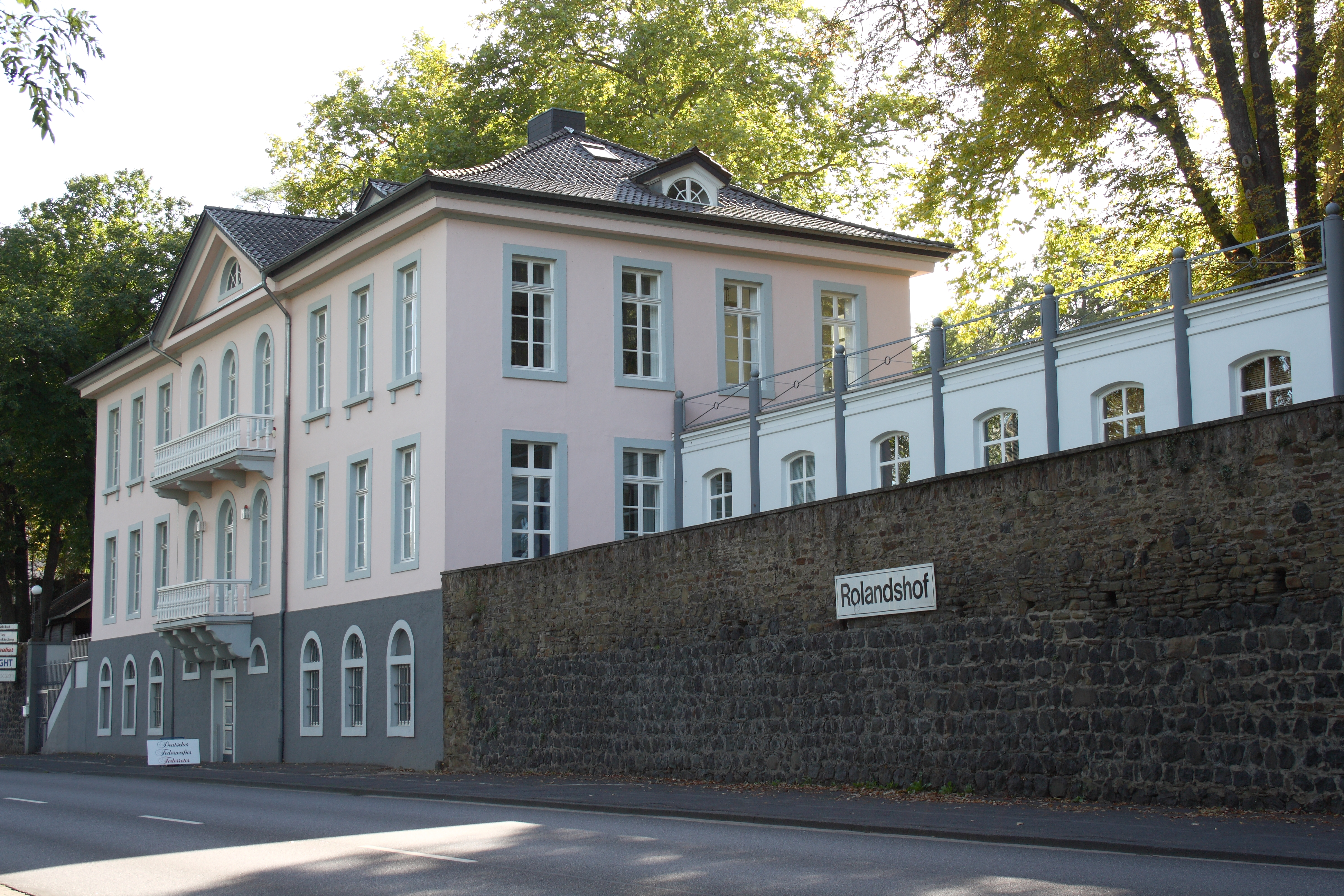
Der Rolandshof (2012)

Der Rolandshof ist eine Hofanlage mit klassizistischer Villa in Rolandswerth, einem Ortsteil der Stadt Remagen im rheinland-pfälzischen Landkreis Ahrweiler.

## Lage
Die Hofanlage liegt an der Westseite der Bundesstraße 9 (Mainzer Straße, Hausnummern 16–18) oberhalb des linken Rheinarms und unterhalb der linksrheinischen Eisenbahnstrecke. Sie lässt sich den nördlichen Ausläufern von Rolandseck zurechnen. Wenige Straßenmeter südlich liegt das Gebäude des einstigen Hotels Rolandseck-Groyen, nördlich grenzt die Villa Rolandseck an.

## Geschichte
Der Rolandshof wurde um 1830 als eines der ersten Gebäude im Bereich der damaligen Wegeverbindung zwischen Wittgen (Rolandswerth) und Oberwinter erbaut. Ab 1848 diente er als Heilstätte, in der Kaltwasserkuren durchgeführt wurden. Später wurde in dem Gebäude ein Hotelbetrieb aufgenommen, nach dessen Einstellung ein Weiterverkauf zwecks Wohnnutzung erfolgte. 1910 befand sich das Anwesen im Besitz von Konsul Leiden, der es in diesem Jahr umfassend renovieren ließ. Von der Erbin Leidens ging das Gebäude an die Familie des Verlegers Rommerskirchen über. Ende der 1970er-Jahre kam es zu einer weiteren Restaurierung, bei der die Fensterläden entfernt wurden. Nach 1979 diente der Rolandshof als Kunstgalerie der österreichischen Künstlerin Rosemarie Bassi, bis diese 1990 in die angrenzende Villa Rolandseck umzog. Er ist heute Sitz des Medienverlags Rommerskirchen.
Der frühklassizistische dreigeschossige und (giebelständig) neunachsige Putzbau weist einen dreiachsigen Mittelrisalit mit Balkonen und einem Dreiecksgiebel auf. Die Fenster sind durch helle Zargen verkleidet, die Fassade ist blassrot. Die gesamte Hofanlage verfügt über eine straßenseitig mehr als 100 m lange Ummauerung und steht als Kulturdenkmal unter Denkmalschutz.